# Pardal-castanho
O pardal-castanho (Passer eminibey) é uma espécie de pássaro passeriforme da família dos pardais Passeridae. É o menor membro da família dos pardais, com cerca de 11 cm de comprimento. O macho reprodutor tem plumagem castanha profunda e a fêmea e o filhote são de cor cinza mais opaca com algumas marcas castanhas. Como seus parentes mais próximos no gênero Passer, o pardal-dourado-árabe [en] e o  pardal-dourado, ele vive em bandos e é encontrado em áreas áridas. Ocorre no leste da África, de Darfur, no Sudão, até a Tanzânia, e é encontrado em savanas secas, pântanos de Cyperus e perto de habitações humanas. Os adultos e os filhotes se alimentam principalmente de sementes de grama e voam em bandos, muitas vezes com outras espécies de pássaros, para encontrar comida. Ele faz ninhos em árvores, construindo seus próprios ninhos abobadados e também usurpando os ninhos mais elaborados dos pássaros da família Ploceidae.

## Taxonomia e sistemática

Da esquerda para a direita, o en, que tem plumagem predominantemente amarela, o en, que é amarelo com dorso marrom, e o pardal castanho.

Essa espécie foi descrita pela primeira vez em 1880, por Gustav Hartlaub, no Journal of Ornithology [en], como Sorella Emini Bey. Hartlaub deu-lhe o nome específico de Emini Bey em homenagem ao explorador Emin Pasha [en], que coletou o espécime-tipo no Sudão do Sul moderno ou em Uganda, perto de Lado [en], e ocasionalmente recebe o nome comum homônimo de pardal-de-Emin-Bey. A grafia incomum de Hartlaub de seu epíteto específico como duas palavras levou alguns a soletrar o nome emini ou emini-bey. Nenhuma subespécie é reconhecida, mas uma foi descrita pelo ornitólogo britânico George L. G. Van Someren em 1922 em Archers Post [en], na região central do Quênia, como Sorella eminibey guasso.
Hartlaub considerou a coloração e a morfologia do pardal-castanho distintas o suficiente para alocá-lo em seu próprio gênero monotípico, Sorella. Embora alguns autores tenham seguido o tratamento de Hartlaub, ele geralmente é colocado no gênero Passer. É muito semelhante aos dois pardais-dourados, dos quais pode ter apresentado apenas variação clinal diferente. O pardal-dourado-árabe macho é quase totalmente dourado, o pardal-castanho macho é principalmente castanho, e o pardal-dourado macho é intermediário entre os dois. O ornitólogo britânico Richard Meinertzhagen [en] considerou essas três espécies como sendo coespecíficas; no entanto, a área de distribuição do pardal-dourado se sobrepõe à do pardal castanho, sem nenhum cruzamento conhecido em uma pequena área do Sudão. Essas espécies são semelhantes em seu comportamento, que é adaptado às condições imprevisíveis de seu habitat árido. Em particular, eles e o pardal-do-levante compartilham uma exibição de cortejo sexual em que os machos balançam as asas acima do corpo. Essa exibição intensa é provavelmente uma adaptação ao aninhamento em um grupo de árvores cercado por um habitat semelhante, onde essa exibição intensa pode servir a propósitos importantes para manter uma colônia unida.
Os pardais-castanhos e dourados têm sido vistos como altamente primitivos entre o gênero Passer, apenas distantemente relacionados ao pardal-doméstico e aos “pardais-de-bico-preto-do-Paleártico” relacionados. Em reconhecimento a isso, às vezes eles são colocados em um gênero ou subgênero separado, o Auripasser. Acredita-se que a exibição de cortejo sexual do pardal-do-levante tenha evoluído separadamente em um ambiente semelhante ao dessas espécies, em um exemplo de convergência evolutiva. No entanto, as filogenias do DNA mitocondrial indicam que os pardais-castanhos e dourados são derivados ou são os parentes mais próximos dos pardais-de-bico-preto-do-Paleártico.

## Descrição

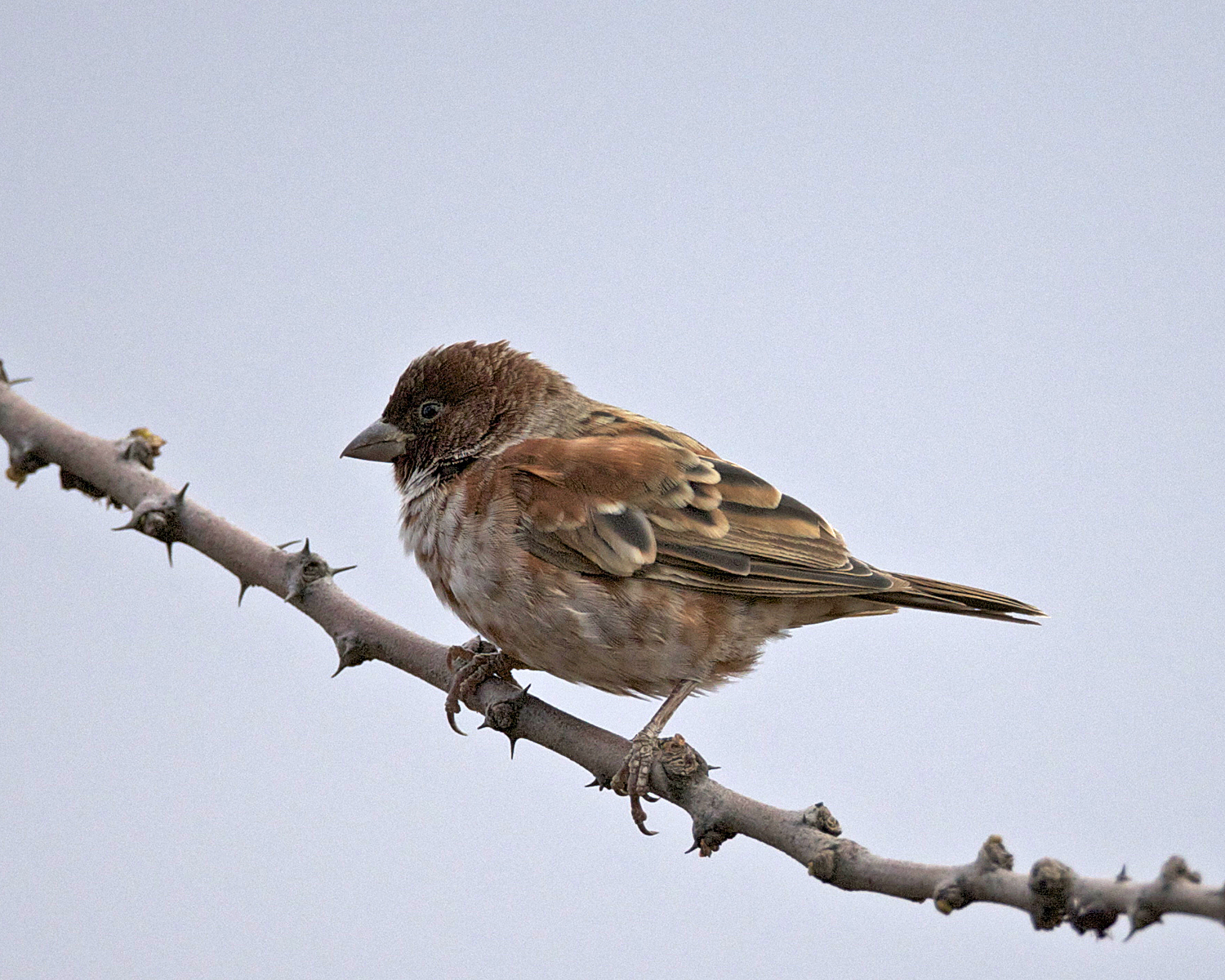
Um macho imaturo na Tanzânia.

Como os outros membros da família dos pardais, o pardal-castanho é um pássaro canoro pequeno e robusto, com um bico grosso adequado à sua dieta de sementes. Com 10,5 a 11,5 cm de comprimento, ele é o menor membro da família dos pardais. Ele pesa entre 12 gramas e 17 gramas. O comprimento das asas varia de 6 a 6,5 cm nos machos e de 5,7 a 6 cm nas fêmeas. Os comprimentos da cauda, do bico e do tarso são de cerca de 4 cm, 1 cm e 1,5 cm, respectivamente.
A plumagem do macho reprodutor é, em sua maioria, de um tom profundo de castanho com coloração preta na face, nas asas e na cauda. O macho reprodutor não é facilmente confundido com nenhum outro pássaro, exceto o tecelão-castanho [en], que é substancialmente maior e tem branco nas asas. As pernas e os pés do macho reprodutor são de cor cinza pálido. O pardal-castanho macho não reprodutor tem manchas brancas na parte superior e grande parte de sua plumagem tem cor de couro ou é esbranquiçada com marcas crescentes de castanha, até que a cor castanha brilhante da plumagem reprodutora seja exposta pelo desgaste. O bico do macho não reprodutor se transforma em um chifre com ponta escura, semelhante ao das fêmeas, mas sem tons escuros na borda cortante da mandíbula (parte inferior do bico).
As fêmeas têm o mesmo padrão de plumagem que os machos, embora com uma coloração um pouco mais opaca. A fêmea tem cabeça cinza; listra superciliar, queixo e garganta cor de couro; partes superiores pretas e marrom-escuras; e partes inferiores esbranquiçadas. O bico da fêmea é amarelo-claro, com a ponta e a borda cortante da mandíbula escurecidas. Os filhotes são cinza-escuro, com dorso marrom e listra superciliar amarelo-claro. As fêmeas e os filhotes têm traços de castanho na listra superciliar, nos ombros e na garganta, o que os distingue de outros pardais, como o pardal-do-quênia e outros pardais-ruivos, que são comuns em grande parte da área de distribuição do pardal-castanho, ou do pardal-doméstico, que também ocorre em partes de sua área de distribuição.
O canto básico do pardal-castanho é um chilrear moderado, com duas variações registradas: um canto de ameaça de repreensão, chamado de chrrrrit ou chrrrrreeeerrrrrrrr e um canto de voo chew chew. Os machos que se exibem emitem um trinado agudo, representado como tchiweeza tchiweeza tchi-tchi-tchi-tchi- see-see-see-seeichi.

## Distribuição e habitat

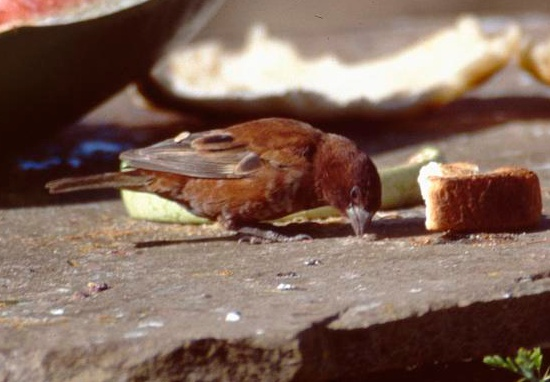
Macho em plumagem de reprodução alimentando-se de restos de comida no Quênia.

O pardal-castanho é encontrado na África Oriental, principalmente nas regiões mais baixas do país, desde Darfur, passando por Cordofão, Sudão do Sul, Somália, Uganda e Quênia, até o centro-norte da Tanzânia. Sua área de distribuição também se estende para o nordeste, para o sudoeste e para o Grande Vale do Rifte [en] da Etiópia. Como os pardais-dourados, às vezes é nômade quando não está se reproduzindo. Foram registrados pardais errantes tão distantes de sua área de reprodução quanto Dar es Salaam. É encontrado principalmente em savanas secas e em campos e vilarejos, mas, ao contrário de seus parentes, os pardais-dourados, às vezes é encontrado em pântanos de Cyperus. Sua população não foi quantificada, mas parece ser comum em uma área muito grande e é avaliado pela Lista Vermelha da IUCN como espécie pouco preocupante para extinção global.

## Comportamento e ecologia
Os pardais-castanhos são gregários e só ocasionalmente são encontrados longe de bandos. Eles frequentemente se associam com pássaros do gênero Quelea e com outros tecelões. Os adultos se alimentam de sementes de grama, e aqueles que estão próximos a habitações humanas também comem migalhas e outros restos domésticos. Os filhotes são alimentados principalmente com sementes de grama mais macias, e pequenos besouros também são registrados em sua dieta.

### Reprodução

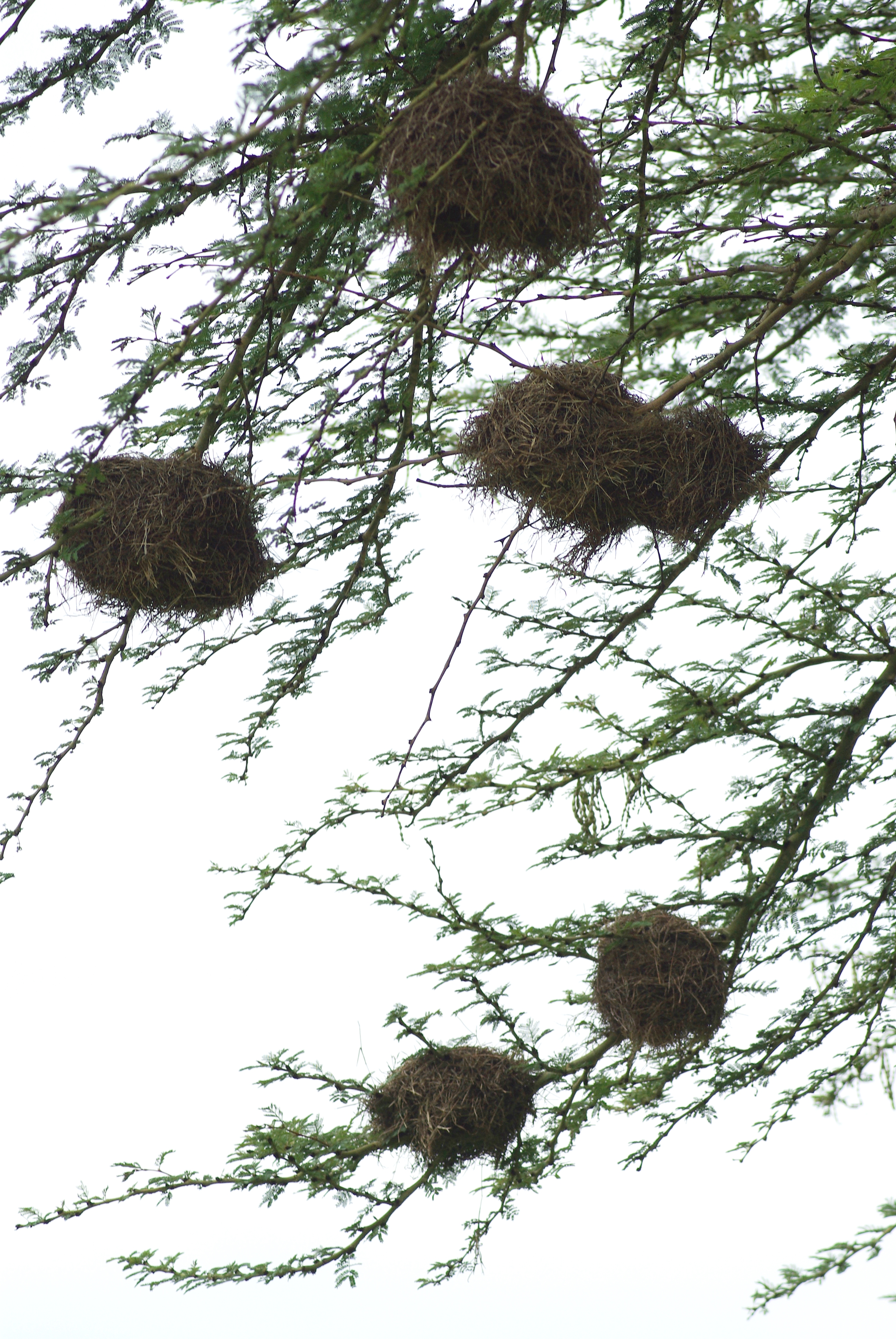
Ninhos de en no Quênia.

O comportamento de nidificação do pardal-castanho tem sido objeto de confusão. Os primeiros relatos descreviam o ninho do pardal-castanho como sendo um ninho típico de pardal construído em uma árvore; mais tarde, foi relatado que os pardais-castanhos tinham ninhos elaborados como os dos tecelões. Em 1967, o ornitólogo Robert B. Payne [en] estudou os pardais-castanhos em uma colônia de  tecelões-sociais-de-cabeça-cinzenta em um bosque de acácias perto do Lago Magadi, no sul do Quênia, e em 1969 relatou suas descobertas na revista ornitológica Ibis. Payne descobriu que os pardais-castanhos só faziam ninhos usurpando os ninhos dos tecelões-sociais. Depois de relatar isso e observar que a distribuição do pardal-castanho coincide muito com a dos tecelões-sociais do gênero Pseudonigrita [en], Payne sugeriu que o pardal-castanho era um parasita obrigatório de ninhos (não um parasita de ninhada, como muitos cucos do Velho Mundo). Payne também observou em seu artigo que “Acredita-se que o parasitismo de ninhos tenha sido um estágio no desenvolvimento evolutivo do parasitismo de ninhadas”, uma ideia que permanece aceita, e sugeriu que o pardal-castanho poderia estar evoluindo para o parasitismo obrigatório de ninhadas. Entretanto, sabe-se que, além de parasitar os ninhos de tecelões ou usar seus ninhos abandonados, o pardal-castanho também constrói seus próprios ninhos. Os ninhos construídos pelo pardal-castanho, como a maioria dos ninhos de pardais, são estruturas abobadadas desarrumadas, feitas de grama e forradas com penas. Sua época de reprodução varia entre diferentes regiões, seguindo as chuvas e as épocas de reprodução de seus hospedeiros nas áreas em que parasita ninhos; como resultado, foi registrada a reprodução em todos os meses do ano em toda a sua área de distribuição.
Na localidade de estudo de Payne, a estação de reprodução do pardal-castanho ficou atrasada em relação à de seu hospedeiro. Os pardais começaram a cortejar quando os tecelões começaram a construir seus ninhos elaborados. Uma vez iniciada a estação de reprodução, “a primeira impressão foi a dos pardais fazendo ninhos e os tecelões-sociais-de-cabeça-cinzenta se escondendo discretamente nas proximidades”. Os machos se exibiam ao redor dos novos ninhos dos tecelões, agachando-se, levantando e sacudindo as asas em um V raso e emitindo um trinado agudo e estridente. Os machos eram perseguidos pelos tecelões-sociais, mas retornavam persistentemente, até que as fêmeas se juntassem a eles. Quando uma fêmea se aproximava de um macho em exibição, o macho aumentava a taxa de tremor das asas, abria e abaixava a cauda e abaixava a cabeça, até que seu corpo formasse um arco. Essa exibição exagerada pode ser uma adaptação relacionada à formação de pares na ausência de construção de ninhos por machos, e também pode servir para focar a atenção em colônias de reprodução e manter os pássaros em uma colônia juntos, já que as colônias estão em grupos de árvores cercadas por habitat semelhante.
Durante o estudo de Payne, a cópula foi observada somente nas acácias, ao redor dos ninhos de tecelões-sociais. As fêmeas voavam até os machos que estavam se exibindo e solicitavam a cópula da maneira típica dos pardais, agachando-se, tremendo e abaixando as asas. Quando os machos viam as fêmeas em exposição, voavam até elas e as montavam imediatamente. Os machos continuavam a tremer as asas durante a cópula, e as fêmeas se agachavam, tremiam, levantavam a cabeça e mantinham a cauda na horizontal. Após a cópula, a fêmea voava e o macho continuava a se exibir. Durante o cortejo e depois dele, os machos e os pares acasalados interferiam na construção do ninho dos tecelões-sociais, até expulsá-los. Durante o período de estudo de Payne, “perseguições e brigas entre as duas espécies foram vistas em quase todos os minutos de observação”, e os pardais machos passavam cerca de um quinto do dia irritando os tecelões-sociais. Pouco se tem registrado sobre os períodos de incubação e de nascimento na natureza. Em cativeiro, o período de incubação dura de 18 a 19 dias. As ninhadas normalmente contêm 3 ou 4 ovos, que são ovulares, em sua maioria brancos ou branco-azulados. Algumas observações indicam que os filhotes são alimentados apenas pela fêmea.

## Obras citadas
- Bledsoe, A. H.; Payne, R. B. (1991).  Forshaw, Joseph, ed. Encyclopaedia of Animals: Birds. London: Merehurst Press. ISBN 978-1-85391-186-6

- Clement, Peter; Harris, Alan; Davis, John (1993). Finches and Sparrows: An Identification Guide. London: Christopher Helm. ISBN 978-0-7136-8017-1

- Davies, Nick B. (2000). Cuckoos, Cowbirds, and other cheats. ilustrado por David Quinn. London: T. & A. D. Poyser. ISBN 978-0-85661-135-3

- Friedmann, Herbert (1930). «Birds Collected by the Childs Frick Expedition to Ethiopia and Kenya County. Part 2.—Passeres». Smithsonian Institution United States National Museum Bulletin (153). doi:10.5479/si.03629236.153.i

- Ogilvie-Grant, W. R. (1912). Catalogue of the collection of birds' eggs in the British Museum (Natural History). Volume V: Carinatæ (Passeriformes completed). London: Taylor and Francis

- Sharpe, R. Bowdler (1888). Catalogue of the Passeriformes, or Perching Birds, in the Collection of the British Museum. Fringilliformes: Part III. Containing the Family Fringillidæ. XII. London: Taylor and Francis

- Summers-Smith, J. Denis (1988). The Sparrows: a study of the genus Passer. ilustrado por Robert Gillmor. Calton, Staffs, England: T. & A. D. Poyser. ISBN 978-0-85661-048-6

- Summers-Smith, J. Denis (2009). «Family Passeridae (Old World Sparrows)». In:  del Hoyo, Josep; Elliott, Andrew; Christie, David. Handbook of the Birds of the World. Volume 14: Bush-shrikes to Old World Sparrows. Barcelona: Lynx Edicions. ISBN 978-84-96553-50-7